# Бенамаурель
Бенамаурель (ісп. Benamaurel) — муніципалітет в Іспанії, у складі автономної спільноти Андалусія, у провінції Гранада. Населення — 2458 осіб (2010).
Муніципалітет розташований на відстані близько 320 км на південь від Мадрида, 90 км на північний схід від Гранади.
На території муніципалітету розташовані такі населені пункти: (дані про населення за 2010 рік)
- Бенамаурель: 1732 особи
- Куевас-де-Луна: 104 особи
- Куевас-дель-Негро: 27 осіб
- Пуенте-Арріба: 213 осіб
- Сан-Маркос: 196 осіб
- Куевас-де-ла-Бланка: 68 осіб
- Уерта-Реаль: 118 осіб

## Демографія
Динаміка населення (INE ):

## Галерея зображень

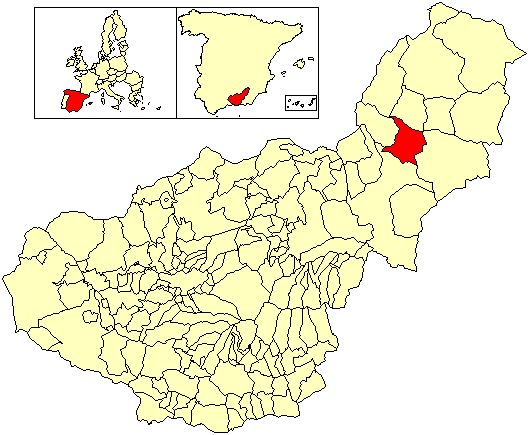
Розташування муніципалітету у провінції Гранада
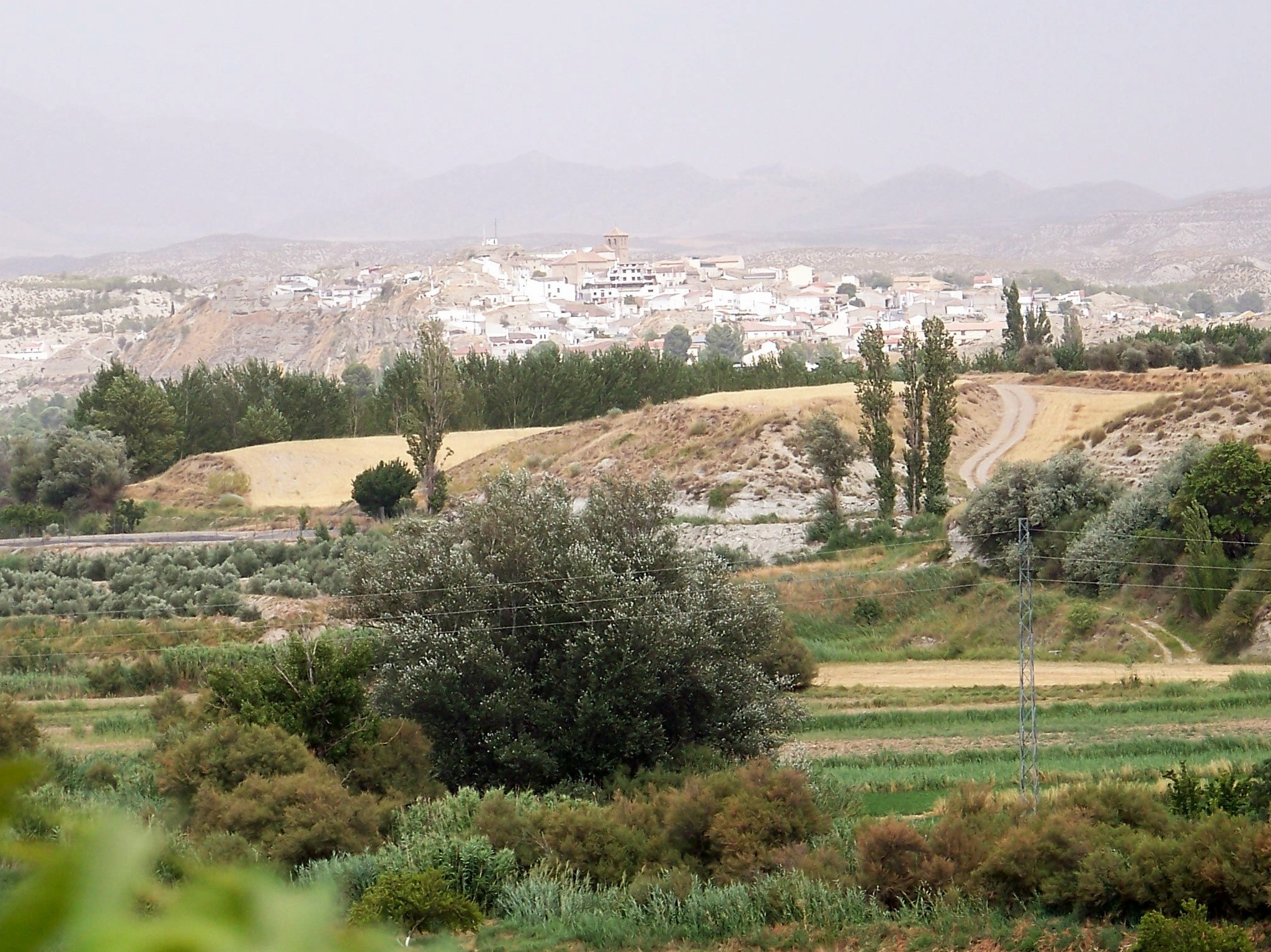
Бенамаурель